# IEEE 802.4
IEEE 802.4 — стандарт передачи данных в компьютерных сетях, разработанный IEEE. Объединяет достоинства IEEE 802.3 с гарантированным временем передачи кадра. Среда передачи — коаксиал или OnB (1 или 20 Mb/s). Возникла как обобщение  технологии Arcnet
Стандарт IEEE 802.4 описывает механизм организации сетей под названием «маркерная шина» (англ. Token bus). Сеть организуется таким образом, как будто компьютеры связаны в кольцо.
Физически шина с маркером имеет линейную или древовидную топологию. Каждая станция обладает неким уникальным номером. Логически станции объединены в кольцо, где каждая станция знает своего соседа справа и слева. Передача кадра разрешена только той станции, которая владеет маркером, в течение некоторого промежутка времени, определяемого при создании сети. После этого маркер должен быть передан следующей станции. Когда кольцо инициализировано, маркер достаётся станции с наибольшим номером. После передачи данных или превышения лимита времени она передаёт маркер следующей станции в кольце. Таким образом, любая станция гарантированно получит маркер за фиксированный промежуток времени. Так как маркер один, то всегда только одна станция может осуществлять передачу, и коллизий не возникает.